# Portal Tomb von Ervey (Meath)

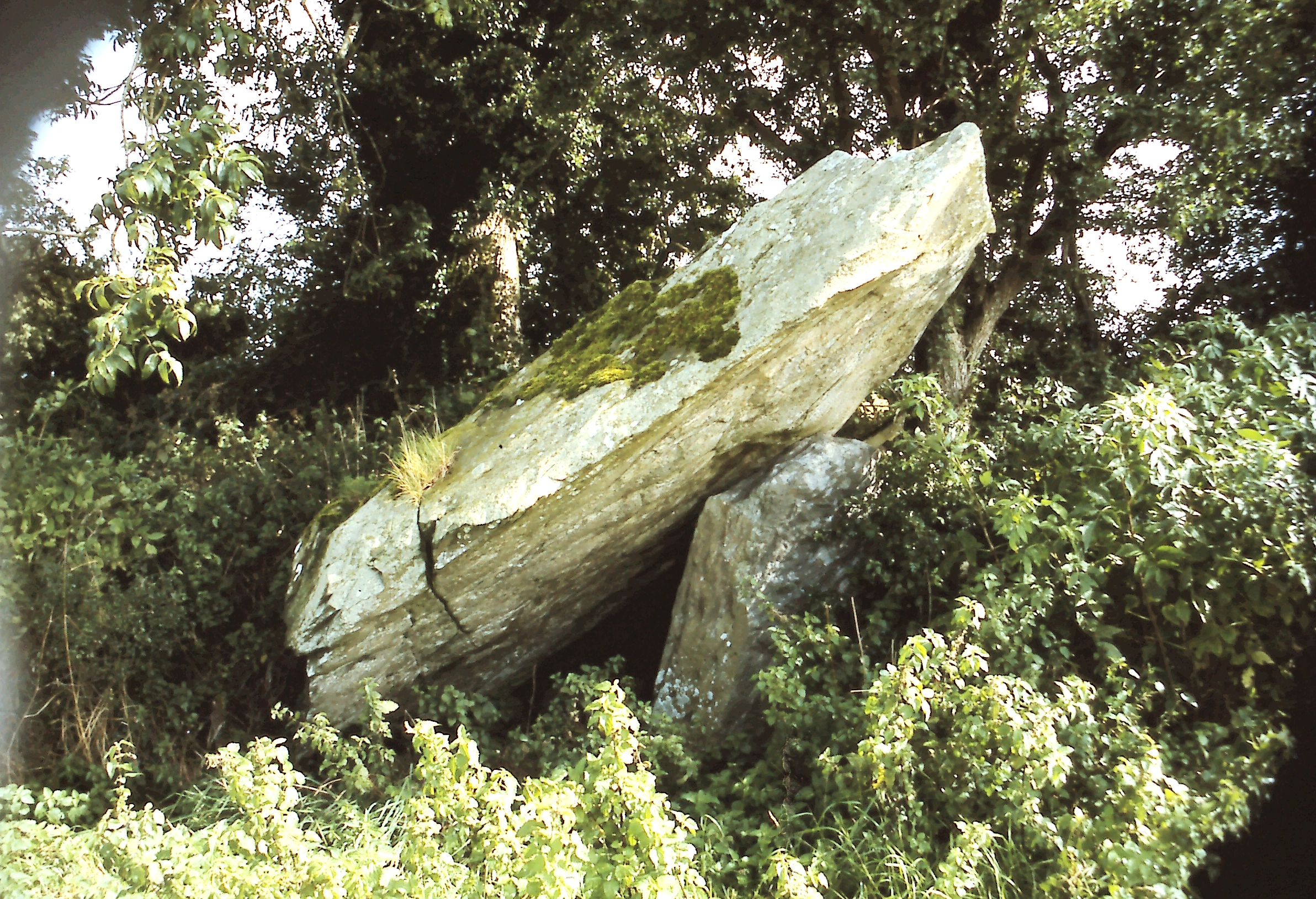
Portal Tomb von Ervey

Das Portal Tomb von Ervey liegt im Townland Ervey (irisch An Oirbhe) im irischen County Meath auf einem niedrigen Kamm im Weideland, im Osten und Westen von Hügeln flankiert, westlich der R164, in einem als „Cairnhill“ bekannten Feld. Als Portal Tombs werden auf den Britischen Inseln Megalithanlagen bezeichnet, bei denen zwei gleich hohe, aufrecht stehende Steine mit einem Türstein dazwischen, die Vorderseite einer Kammer bilden, die mit einem zum Teil gewaltigen Deckstein bedeckt ist.
Das Portal Tomb ist beschädigt und wird durch zwei Platten markiert, die sich nicht in situ befinden. Auf der Südseite trägt ein leicht geneigter Portalstein mit einer Höhe von etwa 1,6 m, einer Breite von 1,5 m und einer Dicke von 0,4 m das Gewicht des etwa 3,7 m langen, 3,4 m breiten und 0,4 bis 0,8 m dicken Decksteins, der bis zu 2,7 m vom Boden aufragt. Seine Nordseite liegt auf dem Boden. Nordöstlich des Portalsteins, liegt ein in den Boden eingebetteter umgefallener Stein. Er ist 1,5 m lang und 0,9 m breit und wahrscheinlich, der zweite Portalstein. Dazwischen befindet sich eine 1,0 m lange, 0,25 m breite Platte, die ursprünglich den Schwellen- oder Türstein zwischen den Portalsteinen bildete. Auf der Nordseite liegt eine rautenförmige Platte mit einer Höhe von 1,05 m. Ihre Funktion oder ihr Zweck ist unbekannt.
Es gibt keine Spuren eines Cairns und das Portal Tomb liegt an der Nordseite an einem Feldzaun.
Es gibt ein weiteres Portal Tomb mit dem Namen Ervey: das Portal Tomb von Ervey im County Londonderry.